# ジャパン・リビング・コミュニティ
株式会社ジャパン・リビング・コミュニティは、かつて存在した大京グループのマンション管理会社。
2013年に大京アステージとの合併に伴い解散した。

## 沿革
- 1979年 関東ビルサービス株式会社を創業
- 2004年 ジョイント・コミュニティと合併して株式会社J・COMSに商号変更
- 2009年 株式会社大京の100％子会社となり大京グループへ[1]
- 2010年 オリックス・ファシリティーズ株式会社のマンション管理事業を分割吸収、株式会社ジャパン・リビング・コミュニティに商号変更[2]
- 2012年 マンション総合管理受託戸数5万戸を達成[3]
- 2013年大京アステージと合併[4]